# NGC 98
NGC 98 (ook wel PGC 1463 of ESO 242-5) is een balkspiraalstelsel in het sterrenbeeld Phoenix die op ongeveer 268 miljoen lichtjaar afstand van de Aarde staat.
NGC 98 werd op 6 september 1834 ontdekt door de Britse astronoom John Herschel.